# Graeme Milton
Graeme Milton (vollständig: Graeme Walter Milton; * Dezember 1956 in Manly, Australien) ist ein australisch-US-amerikanischer Physiker, Mathematiker und Hochschullehrer.

## Leben
Seine Schulzeit verbrachte Milton an der Wahroonga Bush School, der Ku-ring-gai High School und der Killarney Heights High School. Schon während seiner Schulzeit zeigte Milton großes Interesse und Begabung für Mathematik.
Nach seiner Schulzeit wollte Milton zunächst als Flieger zur Royal Australian Air Force gehen.
Dort wurde er jedoch aufgrund einer frühkindlichen Asthmaerkrankung abgelehnt.
Milton wuchs in einer Familie auf, in der fast niemand studiert hatte. Ein Mathematikstudium schien für Milton unter diesen Umständen unvorstellbar. Sein Vater wollte zwar Ingenieur werden, konnte aber die Studiengebühren nicht bezahlen. In dem Jahr, als Milton mit dem Studium begann, wurde in Australien die Ausbildung am College kostenlos. Milton schrieb sich für ein Studium der Elektrotechnik an der Universität Sydney ein. Bei diesem Studium scheiterte Milton nach zwei Jahren an den Prüfungen, weil er sich mit fortgeschrittenen Dingen wie der allgemeinen Relativitätstheorie beschäftigte und darüber den im Grundlagenstudium dargebotenen Stoff vernachlässigte.
Er unterbrach sein Studium für ein Jahr. In dieser Zeit nahm er Gelegenheitsarbeiten an und reiste durch Neuseeland und Australien. Nach diesem Jahr setzte er sein Studium mit besserer Motivation auf dem Gebiet der Physik fort. Für gute Leistungen erhielt er eine Universitäts-Medaille. 1980 machte er seinen Bachelor und 1982 seinen Master mit einer Arbeit zum Thema Bounds on the Macroscopic Properties of Composite Materials an der Universität Sydney.
1985 promovierte er an der Cornell University mit einer Arbeit zum Thema Some Exotic Models in Statistical Physics. I. The Coherent Potential Approximation is a Realizable Effective Medium Scheme. II. Anomalous First-Order Transitions bei Michael E. Fisher. Von 1984 bis 1986 war er Postdoc am California Institute of Technology.
Von 1987 bis 1994 arbeitete er als Dozent am Courant Institute of Mathematical Sciences of New York University der New York University. 1994 wurde er dort Full Professor.
1999 wurde Milton als Distinguished Professor für Mathematik an die University of Utah berufen. Hier schloss er sich einer Gruppe von Mathematikern an, die an der Berechnung von Eigenschaften zusammengesetzter Materialien arbeiteten. Von 2002 bis 2005 war er Leiter der Fakultät für Mathematik.
2003 erwarb Milton an der Universität Sydney einen Doctor of Science mit einer Arbeit zum Thema The Theory of Composites.
Neben mehr als 180 veröffentlichten Artikeln hielt Milton bei vielen Workshops und Konferenzen Vorträge als eingeladener Referent und war an der Organisation mehrerer Workshops und internationaler Konferenzen beteiligt. Für seine Leistungen erhielt er seit seiner Jugend zahlreiche Preise, Fellowships und Anerkennungen und wurde an verschiedene Institute als Gastprofessor eingeladen.

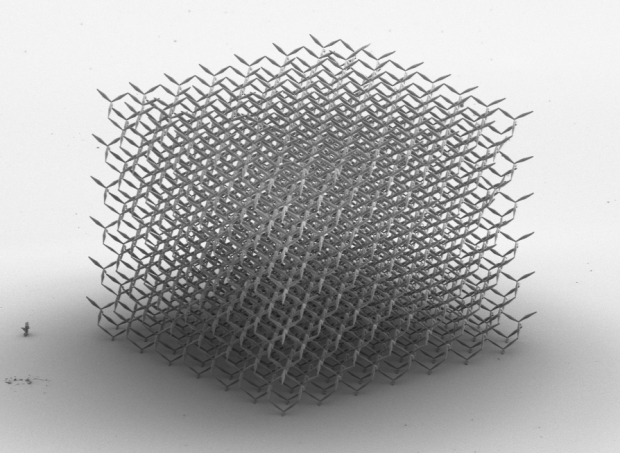
Rasterelektronenmikroskop-Aufnahme einer 300-μm-großen Pentamode-Struktur

## Forschungsinteressen
Milton interessiert sich für die Gebiete der Grundlagen- und angewandten Forschung von Verbundwerkstoffen, der statistischen Mechanik, des Elektromagnetismus, der angewandten Mathematik, der Physik der kondensierten Materie, der inversen Probleme, der Theorie der Unsichtbarkeit, der Netzwerke, der Realisierbarkeit, der Variationsprinzipien für die Wellengleichung und für Probleme mit nicht selbstadjungierten Operatoren.
Milton beschäftigt sich mit der mathematischen Beschreibung von Materialien, die aus verschiedenen Stoffen zusammengesetzt sind. Das Ziel ist, durch die geschickte Kombinierung verschiedener Stoffe in passend ausgewählter Geometrie ein Material mit bestimmten gewünschten Eigenschaften zu erzeugen. 1995 sagte Milton zusammen mit Andrej Cherkaev die Existenz von Pentamode-Materialien voraus; das sind Festkörper, die sich wie Flüssigkeiten verhalten. 2012 entwickelte Martin Wegener an der Universität Karlsruhe ein Verfahren, diese Materialien mit 3-D-Druckern herzustellen. Die Firma Carbon3D Inc. in Silicon Valley stellte auf diese Weise Fahrradsitze her. In Salt Lake City, einem erdbebengefährdeten Landstrich, ist er an der Entwicklung von Erdbebenisolatoren beteiligt, die Pentamode-Materialien als Schichten zwischen die Fundamentplatten einfügen. Das sind Fundamentschichten, die bei einem Erdbeben die Erdstöße auffangen und so verhindern sollen, dass das Gebäude sich bewegt.
Ein anderes Anwendungsgebiet ist die Herstellung von Materialien, die durch geschickte Manipulation der Lichtwellen die umhüllten Objekte unsichtbar machen.
Außerdem untersucht Milton modifizierte Gleichungen der allgemeinen Relativitätstheorie, von denen er sich Antworten auf die fehlenden Massen und Energien im Universum erhofft.
Nach Milton und dem israelischen Physiker David J. Bergman ist die Bergman-Milton-Theorie (auch: Bergman-Milton-Repräsentation, Bergman-Milton-Formel, Bergman-Milton-Formalismus, Bergman-Milton-Summenregeln, Bergman-Milton-Grenzen) benannt. Sie besteht in einer Modifizierung der Maxwell-Garnett-Gleichung und der Bruggeman-Formel zur Berechnung von Eigenschaften von zusammengesetzten Materialien.
Außerdem ist das Cherkaev-Lurie-Milton-Theorem (CLM-Theorem) nach Andrej Cherkaev, Konstantin Anatol'evich Lurie und Graeme Milton benannt. Es liefert genaue Ergebnisse für die effektiven Elastizitätsmoduli von 2D-Verbunden.
Milton untersuchte und entdeckte vielerlei Eigenschaften von zusammengesetzten Stoffen und Metamaterialien, darunter die Lenkung von Stress in anisotropem Gel, die Umkehr der Hall-Konstanten, Resonanz-Anomalien, Cloaking aufgrund von anomaler Resonanz, Geisterquellen, Muster in Mikrostrukturen mit zeitlich und räumlich variierenden Elastizitätsmoduli und einen neuen Wellentyp, den er als Feld-Muster bezeichnete.

## Hobbys und Familie
Milton ist verheiratet mit John Patton. Sein Ehemann gehört zu den Gründern des LGBTQ+ Festivals Damn These Heels. Beide Partner lieben es zu reisen. Sie wandern im Gebirge, fahren Rad und betreiben Abfahrts- und Langlaufski. Die Möglichkeiten für diese Beschäftigungen trugen mit dazu bei, dass Milton den Ruf an die Universität Utah annahm.

## Veröffentlichungen (Auswahl)
- Extending the Theory of Composites to Other Areas of Science zusammen mit Maxence Cassier, Ornella Mattei, Mordehai Milgrom und Aaron Welters, BOOKBABY; Illustrated Edition, 2016, ISBN 978-1483569192
- Transformation elastodynamics and active exterior acoustic cloaking zusammen mit F.Guevara Vasquez, D.Onofrei und P.Seppecher in Acoustic metamaterials: Negative refraction, imaging, lensing and cloaking, herausgegeben von Richard Craster and Sebastien Guenneau, Springer Verlag, 2013, Springer Series in Materials Science, Vol. 166
- The Theory of Composites, Cambridge University Press, 2009, ISBN 978-0511613357

### Als Herausgeber
- Proceedings of the Sixth International Conference on Electrical Transport and Optical Properties of Inhomogeneous Media zusammen mit D.Dobson, K.M. Golden und A.Z. Vardeny, Volume 338, Nos. 1–4, Physica B, 2003
- Mathematics of Multiscale Materials zusammen mit K.M. Golden, G.R. Grimmett, R.D. James, and P.N. Sen, Volume 99 of the IMA Volumes in Mathematics and its Applications, Springer, New York, 1998
- Random Media and Composites zusammen mit R.V.Kohn, SIAM, Philadelphia, 1989

## Vorträge von Graeme Milton bei Youtube
- Beyond Homogenization by Graeme Milton, 2021
- MetaMAT’s 23rd webinar - 05.01.2021 - Presentation - Graeme Milton
- Diskussion zum obigen Vortrag, 2021
- Warren Lecture Series, Sept 30 2016, Graeme Milton, University of Utah
- Graeme Milton (Univ. of Utah) / Metamaterials: high contrast composites with unusual properties, 2014